# Petite rivière Cascapédia
Pour les articles homonymes, voir Cascapédia.
La Petite rivière Cascapédia est un cours d'eau coulant vers le sud dans le territoire non organisé de Rivière-Bonaventure (à la limite des cantons de Flahault et de Robidoux) et la municipalité de New Richmond (canton de New Richmond), dans Bonaventure (municipalité régionale de comté), dans la région administrative de la Gaspésie-Îles-de-la-Madeleine, au Québec, au Canada.
La rivière est accessible par la route 132 jusqu'à la ville de New Richmond située sur la rive Nord de la Baie-des-Chaleurs. De là, les voyageurs se dirigent vers le nord, en remontant le « chemin de Saint-Edgar », longeant le côté Est de la « Petite rivière Cascapédia» ; puis empruntent la route forestière.

## Géographie
La confluence de la Petite rivière Cascapédia Ouest et de la Petite rivière Cascapédia Est constitue la source de la Petite rivière Cascapédia. Ces deux affluents prennent leur source dans le parc national de la Gaspésie, situé au centre de la péninsule gaspésienne. La Petite rivière Cascapédia coule en parallèle à la rivière Cascapédia (située à l'ouest) et la rivière Bonaventure (située à l'est).
Cette source de la Petite rivière Cascapédia est située à :
- 6,4 km au Sud de la limite du canton de Marcil ;
- 9,1 km au Nord-Est de la limite du canton de New Richmond ;
- 23,0 km au Nord du pont de la baie de New Richmond, situé à la confluence de la Petite rivière Cascapédia.

À partir de sa source, la Petite rivière Cascapédia coule sur 46,0 km répartis selon les segments suivants :
Cours supérieur de la rivière (segment de 16,0 km)
- 4,8 km vers le Sud-Est, jusqu'à la confluence du ruisseau McGregor (venant du Nord-Est) ;
- 2,3 km vers le Sud, jusqu'à la confluence du ruisseau Anderson (venant du Nord-Ouest) ;
- 3,9 km vers le Sud, en serpentant jusqu'à la confluence du ruisseau de la Montagne du Pin Rouge (venant de l'Est) ;
- 0,5 km vers le Sud-Ouest, jusqu'à la confluence du ruisseau Oxbow (venant de l'Ouest) ;
- 1,4 km vers le Sud-Est, jusqu'à la confluence du ruisseau Burton (venant de l'Ouest) ;
- 2,1 km vers le Sud-Est, jusqu'à la confluence de la rivière Nouvelle (venant du Nord-Est) ;
- 1,0 km vers le Sud-Ouest, jusqu'à la limite du canton de New Richmond (ville de New Richmond) ;

Cours inférieur de la rivière (segment de 30,0 km)
- 3,5 km vers le Sud-Ouest, en recueillant les eaux du ruisseau Mill (venant de l'Est), jusqu'au pont couvert du village de Saint-Edgar qui est situé au pied du Mont Saint-Edgar ;
- 7,8 km vers le Sud-Ouest, jusqu'à la confluence du ruisseau du Cap Brulé ;
- 2,4 km vers le Sud-Ouest, formant une courbe vers le Sud-Est, jusqu'à la confluence du ruisseau Samuel ;
- 7,8 km vers le Sud-Ouest, jusqu'à la confluence du ruisseau du Cap Brulé (venant du Nord-Ouest) ;
- 2,1 km vers le Sud-Ouest, en formant une courbe vers le Sud-Est, jusqu'à la confluence du ruisseau Samuel (venant du Nord) ;
- 2,3 km vers le Sud-Ouest, jusqu'à la confluence du ruisseau Garant (venant de l'Est) ;
- 2,3 km vers le Sud-Ouest, en contournant l'île à Gauthier et en traversant le village de New Richmond, jusqu'au pont de la route 132 (route des Pionniers) ;
- 1,8 km vers le Sud-Ouest, en passant sous le pont de fer du Canadien National et en traversant sur 1,1 km le delta de New Richmond comportant plusieurs dizaines d'îles, jusqu'au pont routier délimitant l'embouchure du delta[1].

À partir du pont routier à l'embouchure du delta de New Richmond, le courant peut traverser le grès à marée basse jusqu'à 1,3 km. Cette baie est délimitée à l'Est par la Pointe Taylor qui s'avance vers le Sud-Ouest dans la Baie-des-Chaleurs et par une batture qui s'étend jusqu'à 0,6 km de la terre ferme. Le côté Ouest de la baie est délimité par le village de New Richmond.
Cette confluence de la Petite rivière Cascapédia est située à :
- 32,3 km au Nord-Ouest de la confluence de la rivière Bonaventure ;
- 6,1 km à l'Est de la confluence de la rivière Cascapédia.

## Pêche au saumon
La petite rivière Cascapédia est reconnue pour sa pêche au saumon atlantique. La rivière comprend 4 secteurs de pêche dans la zone de la zec. Quatre espèces y sont pêchées : saumon, truite, omble de fontaine (truite de mer) et chabot (poisson). L'activité de pêche sportive aux saumons est administrée par la Zec de la Petite-Rivière-Cascapédia.

## Toponymie
Cette rivière est désignée la Petite rivière Cascapédia pour la différencier de la rivière Cascapédia (désignée populairement « Grande rivière Cascapédia ») qui se jette dans la même baie (Baie de Cascapédia) un peu plus à l'ouest. La Petite rivière Cascapédia traverse la zec de la Petite-Rivière-Cascapédia.
Le toponyme « Cascapédia » tire son origine de la langue micmaque. Il provient du mot gesgapegiag qui signifie « forts courants » ou « rivière large ». Ce toponyme a été référencé sur une carte pour la première fois en 1686 par Jean-Baptiste-Louis Franquelin sous le nom de Kichkabeguiak. Ce toponyme apparait en tant que Kaskabijack sur une carte de 1783. Dès 1863, son nom actuel fut utilisé par Stanislas Drapeau.
Le toponyme « Petite rivière Cascapédia » a été officialisé le 5 décembre 1968 à la Banque des noms de lieux de la Commission de toponymie du Québec.